# Ashley Carty
Ashley Carty (* 17. Juli 1995) ist ein englischer Snookerspieler aus Rotherham.

## Karriere

### 2011–2014: Anfänge
Im September 2011 nahm Ashley Carty erstmals an einem PTC-Turnier teil, bei dem Turnier in Sheffield schied er jedoch bereits in der Vorrunde aus. Beim zehnten PTC-Turnier der Saison 2011/12 gelang ihm erstmals der Einzug in die Finalrunde. Dort unterlag er jedoch in der ersten Runde dem Schotten Graeme Dott mit 0:4. Bei den Munich Open 2013 unterlag Carty in der Runde der letzten 64 seinem Landsmann Jack Lisowski. Im März 2013 zog Carty ins Finale der U21-Europameisterschaft ein und verlor dieses mit 0:6 gegen seinen Landsmann James Cahill. Da die U21-EM auch ein Qualifikationsturnier für Main Tour war, verpasste er damit zugleich auch einen Startplatz für die Saison 2013/14. Zwei Monate später unternahm er bei der Q School einen weiteren Versuch, sich für die Profiturnierserie zu qualifizieren. Beim dritten Turnier erreichte er das Finale seiner Gruppe und musste sich dort dem Schotten Fraser Patrick mit 3:4 geschlagen geben. Damit verpasste er zwar einen Profistartplatz, über die Q-School-Order-of-Merit konnte er in der folgenden Spielzeit aber dennoch an mehreren Weltranglistenturnieren teilnehmen.
Beim Wuxi Classic 2013, dem ersten Turnier der Saison 2013/14, nahm Carty erstmals an einem Weltranglistenturnier teil und verlor in der Qualifikationsrunde mit 4:5 gegen Martin Gould. Sein erster Sieg gelang ihm in der Qualifikation zu den Australian Goldfields Open 2013. In der ersten Runde besiegte er den Chinesen Lü Haotian, bevor er in der zweiten Runde gegen Michael Wasley ausschied. Bei seinen beiden weiteren Turnierteilnahmen dieser Spielzeit – bei den Indian Open 2013 und den Haikou World Open 2014 – folgten Auftaktniederlagen. Im Juli 2013 erreichte er das Achtelfinale der U21-Weltmeisterschaft und unterlag dort dem Chinesen Wang Zepeng. Auf der Players Tour Championship 2013/14 kam er bei keinem Turnier über die Runde der letzten 128 hinaus. Bei der U21-EM 2014 erreichte er das Halbfinale. 2014 wurde er zudem englischer U21-Meister.

### 2014–2018: Als Amateur auf der Main Tour
Bei der Q School 2014 verpasste Carty erneut knapp die Qualifikation für die Main Tour. Beim ersten Turnier erreichte er das Halbfinale seiner Gruppe, beim zweiten Turnier das Finale. Über die Order of Merit konnte er in der Saison 2014/15 an zehn der elf Weltranglistenturniere teilnehmen. Lediglich beim Finalturnier der Players Tour Championship 2014/15 konnte er nicht starten, da dort nur die 32 erfolgreichsten Spieler der PTC antreten durften und er in dieser Spielzeit bei keinem Turnier der Serie über die Runde der letzten 128 hinauskam. Sein erster Sieg in der Qualifikation eines Ranglistenturniers dieser Saison gelang ihm erneut bei den Australian Goldfields Open, bei denen er nach Siegen gegen Lu Chenwei und Kyren Wilson in der dritten Qualifikationsrunde erst im Entscheidungsframe gegen Mike Dunn ausschied. Bei der UK Championship 2014, bei der alle 128 Teilnehmer direkt qualifiziert waren, nahm er erstmals an der Hauptrunde eines Weltranglistenturniers teil, verlor jedoch sein Erstrundenmatch mit 0:6 gegen Barry Hawkins. Beim German Masters 2015 erzielte er sein bislang bestes Ergebnis bei einem Weltranglistenturnier. Mit Siegen gegen Robert Milkins und James Cahill qualifizierte er sich für die Runde der letzten 32. Bei der in Berlin ausgetragenen Hauptrunde verlor er jedoch mit 3:5 gegen Martin Gould. Auch beim darauffolgenden Ranglistenturnier, den Welsh Open 2015, schaffte er es in die Runde der letzten 32 und schied dort gegen Marco Fu aus. Nachdem er bei den China Open 2015 die Runde der letzten 64 erreicht hatte, schied er in der Qualifikation zur Weltmeisterschaft, an der er in diesem Jahr erstmals teilnahm, in der ersten Runde mit 3:10 gegen Jamie Jones aus.
Bei der Q School 2015 kam Ashley Carty bei keinem der beiden Turniere über die dritte Runde hinaus. In der Saison 2015/16 konnte er daher nur an einem Weltranglistenturnier teilnehmen, den Australian Goldfields Open 2015, bei denen er in der ersten Qualifikationsrunde gegen Adam Duffy verlor. Bei der U21-Weltmeisterschaft 2015 erreichte er das Viertelfinale und unterlag dort Wang Yuchen mit 4:6. Bei der U21-EM 2016 verlor er das Halbfinale gegen seinen Landsmann Brandon Sargeant mit 1:5. Bei der in der Saison 2015/16 letztmals aufgetragenen Players Tour Championship kam er erneut bei keinem Turnier über die Runde der letzten 128 hinaus. Im Mai 2016 blieb Carty bei der Q School sieglos. Bei der U21-Weltmeisterschaft 2016 schied er in der Runde der letzten 64 gegen Richard Haney aus.
2017 nahm er ein weiteres Mal an der Q School teil und kam beim zweiten Turnier bis ins Gruppenfinale. Allerdings unterlag er James Cahill knapp mit 3:4. Auch in der Gesamtwertung beider Q-School-Turniere reichte es nicht. Kurz darauf erreichte er das Nordfinale der englischen Amateurmeisterschaft, sagte aber ab, weil er beim gleichzeitig stattfindenden Riga Masters teilnehmen durfte. Dort besiegte er David Grace, Nummer 44 der Weltrangliste, mit 4:1 und erreichte Runde 2. Beim Paul Hunter Classic überstand er die Amateurqualifikation und erreichte zum zweiten Mal ein Hauptturnier. 2018 nahm er zum sechsten Mal in Folge an der Q School teil und beim dritten Turnier erreichte er ein weiteres Mal das Entscheidungsspiel. Diesmal besiegte er den Inder Himanshu Dinesh Jain mit 4:2 und sicherte sich mit 22 Jahren die Main-Tour-Zugehörigkeit für die Spielzeiten 2018/19 und 2019/20.

### 2018–2022: Erste Profijahre
Gleich bei seinem ersten Turnier als Profi, den Riga Masters 2018, zog Carty durch Siege gegen Harvey Chandler und den Top-16-Spieler Anthony McGill in die Runde der letzten 32 ein, in der er dem ehemaligen Weltmeister Graeme Dott mit 0:4 unterlag. Dies blieb jedoch das beste Ergebnis seiner ersten Profisaison; bei fünf weiteren Turnieren gewann er zumindest ein Spiel, darunter ein 4:3-Sieg gegen den Weltranglistenzehnten Barry Hawkins bei den Gibraltar Open 2019 und 6:3-Erfolg über den Top-32-Spieler Jimmy Robertson bei den China Open 2019. In der Qualifikation zur WM 2019 musste er eine 5:10-Auftaktniederlage gegen Lü Haotian hinnehmen und in der Weltrangliste beendete er die Spielzeit auf dem 108. Platz.
Die Saison 2019/20 startete für Carty erfolglos. In der ersten Hälfte der Spielzeit gewann er insgesamt nur zwei Spiele, jeweils eins in den Qualifikationsturnieren der International Championship 2019 und des German Masters. Nach dem Jahreswechsel hingegen steigerte er seine Ergebnisse und blieb bei den fünf Turnieren nur einmal sieglos. So setzte er sich bei den Welsh Open gegen Joe Perry durch und kam beim Snooker Shoot-Out durch Siege gegen Noppon Saengkham und Mark Williams in die Runde der letzten 32, in der gegen Mike Dunn verlor. Bei der Championship League 2020 besiegte er überraschend Neil Robertson und Ken Doherty und gelangte als Gruppensieger in die Zwischenrunde, in der er zwar Gary Wilson besiegte, jedoch als Gruppenletzter ausschied. Im Juli 2020 gelang ihm durch Siege gegen Ross Muir, Jimmy Robertson und Robert Milkins erstmals der Einzug in die Endrunde der Weltmeisterschaft. Im Crucible Theatre musste er jedoch eine 7:10-Auftaktniederlage gegen Stuart Bingham hinnehmen. Am Saisonende belegte er den 77. Weltranglistenplatz und hätte somit seinen Profistatus verloren. Aufgrund der durch die COVID-19-Pandemie verursachten zeitlichen Überschneidung der WM mit der Q School, erhielt er jedoch für das Erreichen der WM-Endrunde eine erneute Zwei-Jahres-Karte für die Profitour.
In der Saison 2020/21 erreichte Carty beim European Masters durch Siege gegen Jimmy Robertson und Simon Lichtenberg das Sechzehntelfinale, in dem er dem Nordiren Mark Allen mit 2:5 unterlag. Während er bei den Northern Ireland Open Jack Lisowski besiegte und sich bei der UK Championship gegen Ali Carter durchsetzte, dauerte es bis zur WST Pro Series im Januar 2021, ehe er wieder mehr als ein Spiel bei einem Turnier gewann; er gewann gegen Scott Donaldson, Jamie Curtis-Barrett und Jamie Rhys Clarke, schied jedoch als Gruppensechster aus. In der WM-Qualifikation 2021 erreichte er gegen Michael White die zweite Runde, in der er sich jedoch Louis Heathcote mit 2:6 geschlagen geben musste. Zum Saisonende kam er in der Weltrangliste auf den 96. Platz.
Zu Beginn seiner vierten Profisaison verpasste Carty bei der Championship League als Gruppenzweiter knapp die Zwischenrunde und schied bei den British Open in der Auftaktrunde aus. Im weiteren Saisonverlauf musste er wieder häufige frühe Niederlagen einstecken, nur zwei Mal erreichte er eine Runde der letzten 32. Zwar wurde er zeitweise auf Platz 69 der Weltrangliste geführt, doch am Ende verpasste er erneut eine direkte Verlängerung seiner Profizeit. Im Gegensatz zu 2020 gelang ihm diesmal keine direkte Wieder-Qualifikation, sodass er im Sommer 2022 seinen Profistatus verlor.

### 2022/23: Amateur und Rückkehr auf die Profitour
In der Saison 2022/23 trat Carty bei allen sechs Turnieren der Q Tour an, wobei er einmal das Halbfinale und einmal das Viertelfinale erreichte und sich mit dem 13. Platz in der Gesamtrangliste für die Play-offs im März 2023 in Darlington qualifizierte. Dort setzte er sich unter anderem gegen die ehemaligen Profis Farakh Ajaib und Ross Muir durch und qualifizierte sich durch einen 5:2-Finalsieg gegen den Österreicher Florian Nüßle für die Profispielzeiten 2023/24 und 2024/25 qualifizierte.
Daneben gewann Carty in seinem Jahr als Amater jeweils ein Turnier der English Amateur Tour sowie der EPSB Open Series und die englische Amateurmeisterschaft in der Variante 6-Red-Snooker, während er bei der Europameisterschaft 2023 das Achtelfinale erreichte und bei der English Amateur Championship bereits in der Auftaktrunde scheiterte.

### Seit 2023: Weitere Profijahre und erneuter Verlust des Profistatus
Zu Beginn seiner fünften Profisaison erreichte Carty die Zwischenrunde bei der Championship League 2023 und zog im August 2023 beim European Masters nachdem er unter anderem die Top-30-Spieler Joe O’Connor und Ricky Walden besiegt hatte, erstmals ins Viertelfinale eines Ranglistenturniers ein, in dem er sich seinem Landsmann Judd Trump mit 1:5 geschlagen geben musste. Bei den weiteren Turnieren schied er zumeist früh aus, lediglich bei den British Open 2023, den Wuhan Open 2023 und den Scottish Open 2023 erreichte er die Runde der letzten 32. Nachdem er bei der WM-Qualifikation 2024 in der zweiten Runde gegen John Astley ausgeschieden war, beendete er die Spielzeit in der Weltrangliste auf dem 81. Platz.
Am Anfang der Saison 2024/25 gelangte Carty bei der Championship League in die Zwischenrunde, beim Saudi Arabia Masters in die Runde der letzten 48 und bei den British Open 2024 in die Runde der letzten 32. Im weiteren Saisonverlauf musste er zumeist frühe Niederlagen hinnehmen, lediglich beim Snooker Shoot-Out 2024 erreichte er noch einmal die Runde der letzten 32. Bei der WM-Qualifikation 2025 besiegte er Jimmy White, bevor er sich dem Chinesen Pang Junxu mit 2:10 geschlagen geben musste. Zum Saisonende verpasste er in der Weltrangliste mit Platz 68 knapp die Top 64 und verlor somit erneut seinen Profistatus.
Anschließend trat Carty bei der Q School an und erreichte beim ersten Turnier das Viertelfinale und beim zweiten Turnier das Halbfinale seiner Gruppe. Damit verpasste er den Verbleib auf der Profitour, als Elftplatzierter der Q-School-Rangliste kann er jedoch als Nachrücker an Profiturnieren der Saison 2025/26 teilnehmen.

## Erfolge
Amateurturniere
| Ergebnis | Jahr | Turnier                         | Finalgegner      | Endstand |
| -------- | ---- | ------------------------------- | ---------------- | -------- |
| Finalist | 2013 | U21-Europameisterschaft         | James Cahill     | 0:6      |
| Sieger   | 2023 | WPBSA Q Tour – Play-offs        | Florian Nüßle    | 5:2      |
| Sieger   | 2022 | English Amateur Tour – Event 3  | Joshua Thomond   | 4:2      |
| Sieger   | 2022 | EPSB Open Series – Event 3      | Hamim Hussain    | 3:2      |
| Finalist | 2023 | EPSB Open Series – Event 7      | Daniel Womersley | 2:3      |
| Sieger   | 2023 | Englische Meisterschaft (6-Red) | Shaun Wilkes     | 7:5      |
| Sieger   | 2024 | EPSB Open Series – Event 5      | Liam Pullen      | 3:2      |

## Saisonübersicht
| Weltrangliste WRL | AP EP |

| – ET  |
| R2 ET |

| R1   |
| – ET |

| R1   |
| – ET |

| –    |
| – ET |

| R2   |
| – ET |

| R2   |
| – ET |

| Legende | Legende                               |
| ------- | ------------------------------------- |
| S       | Sieger                                |
| F       | Finalist                              |
| HF      | Halbfinalist                          |
| VF      | Viertelfinalist                       |
| AF      | Achtelfinalist                        |
| LX      | Niederlage in der Runde der letzten X |
| RX      | Niederlage in Runde X                 |
| WR      | Niederlage in der Wildcardrunde       |
| QR      | Niederlage in der Qualifikation       |
| NQ      | Nicht qualifiziert                    |
| –       | nicht teilgenommen                    |
| –       | keine Weltranglistenplatzierung       |
| n. a.   | nicht ausgetragen                     |
| k. R.   | keine Rangliste                       |
| TS / TN | Turniersiege / Teilnahmen             |
| AP      | Ranglistenposition am Saisonbeginn    |
| EP      | Ranglistenposition am Saisonende      |